# Школа 2100
«Школа 2100» — концепция образовательной системы, разработанная и апробированная Амонашвили Ш. А., Леонтьевым А. А., Бондыревой С. К., Ладыженской Т. А., Бунеевым Р. Н., Бунеевой Е. В., Горячевым А. В., Вахрушевым А. А., Даниловым Д. Д., Мельниковой Е. Л. и другими. Учебники для образовательной системы «Школа 2100» выпускаются издательством «Баласс». Помимо учебников, «Школа 2100» включает журнал «Начальная школа плюс До и После», который входит в список зарегистрированных научных журналов ВАК.
Система базируется на концепции А. А. Леонтьева «Педагогика здравого смысла», на системе принципов развивающего образования и реализует современные образовательные технологии деятельностного типа: технологию проблемно-диалогического обучения, технологию формирования типа правильной читательской деятельности (продуктивного чтения). Учебные программы на основе концепции реализуются в системе школьного и дошкольного («Детский сад 2100») образования Российской Федерации. За разработку теоретических оснований концепции и её опытно-экспериментальную реализацию основные разработчики в 2008 году удостоены премии Правительства Российской Федерации в области образования.

## Название программы
Число 2100 имеет для создателей образовательной системы символический смысл, так как в него входит число 21, что означает XXI век, а два стоящих рядом нуля сливаются в математический знак бесконечности, который символизирует прогресс и движение российского образования на основе педагогики здравого смысла.

## История создания
1988—1991 гг.
Работа академиков РАО А. А. Леонтьева и Ш. А. Амонашвили в составе ВНИКа «Школа» МО РФ по реформированию российского образования. Разработка А. А. Леонтьевым концептуальных основ обновления содержания образования и принципов создания учебников нового поколения.
1990 г.
Начало апробации книг для чтения серии «Свободный ум» Р. Н. Бунеева, Е. В. Бунеевой, учебника «Моя любимая Азбука» и прописей О. В. Прониной «Мои волшебные пальчики».
1992—1996 г.
Апробация учебников по курсу «Окружающий мир» А. А. Вахрушева и др., учебников информатики А. В. Горячева, русского языка Р. Н. Бунеева, Е. В. Бунеевой, О. В. Прониной.
1996 г.
Объединение авторов учебников в рамках Ассоциации «Школа 2000…». Принятие решения о создании комплекта непрерывных курсов для ДОУ, начальной и основной школы. Разработка доцентом А. А. Вахрушевым курса «Окружающий мир» на концептуальных основах объединения. Определение принципов использования теории «психологии взросления» Д. И. Фельдштейна при создании учебников.
1997 г.
Первая Всероссийская конференция Ассоциации «Школа 2000…». Выход первого научно-методического сборника «„Школа 2000…“. Концепция и программы непрерывных курсов для общеобразовательной школы». Первая публикация концепции Объединения — «Педагогика здравого смысла». Начало массовой апробации комплекта учебников «Школа 2000…». Первый межрегиональный семинар по проблемам внедрения целостного комплекта «Школа 2000…» в г. Ижевске Удмуртской Республики. Официальное письмо МО РФ 3 145/14-12 от 17.02.97 о поддержке комплекта учебников «Школа 2000…». Начало работы со школами — внедренческими площадками на территории Москвы и регионов с целью отработки модели «Школа — методический центр» (12 регионов). Начало апробации учебников для основной школы (русский язык, литература, история, риторика, математика, естествознание, география и др. — продолжение непрерывных курсов тех же авторов).
1998 г.
Вторая Всероссийская конференция «Школа 2000…» в Москве, выход сборника «„Школа 2000…“ Концепции. Программы. Технологии». Выпуск 2. Разработка концепции и программ дошкольного образования.
2000 г.
Начало массового внедрения учебников для основной школы в Москве и регионах.
Четвёртая Всероссийская конференция «Приоритетные направления развития Образовательной программы „Школа 2100“». Выход сборника «Школа 2100», вып. 4.
Организация и проведение Второго Всероссийского конкурса на лучшую методическую разработку уроков по всем предметам и учебникам Образовательной системы «Школа 2100».
2000—2002 г.
Участие А. А. Леонтьева и Р. Н. Бунеева в авторской группе МО РФ по созданию государственных документов: «Концепции содержания образования в 12-летней школе» и материалов к проведению эксперимента по модернизации содержания и структуры общего среднего образования.
2004—2005 г.
Активная апробация и грифование учебников для основной школы по литературе, русскому языку, истории, биологии, географии, химии. Выход сборника материалов, вып. 8 «„Школа 2100“ как образовательная система», посвященного памяти А. А. Леонтьева.
Выход нового УМК для 1-4 кл. «Моя математика» (авторы Т. Е. Демидова, С. А. Козлова, А. П. Тонких и др.), подготовленного в рамках Образовательной системы «Школа 2100» при участии Р. Н. Бунеева, Е. В. Бунеевой, А. А. Вахрушева, А. В. Горячева, Д. Д. Данилова, О. В. Прониной.
После смерти А. А. Леонтьева научным руководителем «Школы 2100» становится академик РАО Д. И. Фельдштейн.
16 ноября 2005 г.
Обсуждение деятельности ОС «Школа 2100» на заседании Бюро Президиума РАО. Официальное признание «Школы 2100» образовательной системой. Принято заключение Президиума РАО, в котором рекомендуется использовать её в широкой практике.
2008 г.
Выпущен сборник материалов в помощь педагогам ДОУ, школ и педвузов «Школа 2100». Образовательные технологии".
Начат совместный широкомасштабный эксперимент Российской академии образования и ОС «Школа 2100» «Обеспечение преемственности между ступенями общеобразовательной школы как условие получения нового образовательного результата, соответствующего Федеральному государственному образовательному стандарту (на примере Образовательной системы „Школа 2100“»).
В декабре 2008 года Премии Правительства РФ в области образования удостоен авторский коллектив Образовательной системы «Школа 2100» в составе: А. А. Леонтьев, Ш. А. Амонашвили, Р. Н. Бунеев, С. К. Бондырева, Е. В. Бунеева, А. А. Вахрушев, А. В. Горячев, Д. Д. Данилов, Е. Л. Мельникова. Премия присуждена за создание образовательной системы нового поколения и её практическую реализацию в учебниках для начальной, основной и старшей школы.
2012 г.
Учебники Образовательной системы «Школа 2100» по всем предметам для 5-9 классов успешно прошли государственную экспертизу в РАО и РАН и вошли в Федеральный перечень учебников.
31 мая — 1 июня состоялась Всероссийская научно-практическая конференция «Школа 2100» — качество, поддержка, инициатива. Представление Примерной основной общеобразовательной программы «Детский сад 2100».
2014 г.
На XVIII Всероссийской научно-практической конференции « Личностно ориентированное дошкольное, начальное и основное общее образование в контексте ФГОС» авторский коллектив представил педагогам электронные учебники первого поколения и концепцию создания электронно-бумажных учебных материалов как прообраз электронных учебников второго поколения. УМЦ «Школа 2100» полностью перешёл на онлайн систему повышения квалификации в форме дистанционных курсов и вебинаров.
2015 г.
30 октября состоялась XIX Всероссийская научно-практическая конференция по проблемам развития Образовательной системы «Школа 2100», которая впервые прошла в очно-заочной форме (онлайн-трансляция). В конференции приняли участие более трёх тысяч педагогов из большинства регионов РФ. Тема конференции — «Пути и способы обеспечения непрерывного, качественного и эффективного образования». Авторский коллектив и команда ИТ-разработчиков представили результаты работы по созданию нового поколения электронных учебников — более 120 электронных форм учебников УМК «Школа 2100» с большой интерактивной составляющей, которые полностью соответствуют требованиям Министерства образования и науки РФ к электронным формам учебников.
18 января 2016 года начинается массовая апробация электронных форм учебников УМК «Школа 2100»
Авторский коллектив Основной образовательной программы «Детский сад 2100» завершил работу над текстом программы, которая дорабатывалась в соответствии с требованиями ФГОС ДОО. Текст ООП «Детский сад 2100» размещен на сайте ФИРО. Издательство «Баласс» выпустило обновлённую 1-ю часть сборника "Основная образовательная программа «Детский сад 2100».

## Особенности образовательных технологий
Проблемно-диалогическое обучение — это тип обучения, обеспечивающий творческое усвоение знаний учащимися посредством специально организованного учителем диалога. Учитель сначала в побуждающем или подводящем диалоге помогает ученикам поставить учебную проблему, то есть сформулировать тему урока или вопрос для исследования, тем самым вызывая у школьников интерес к новому материалу, формируя познавательную мотивацию. Затем посредством побуждающего или подводящего диалога учитель организует поиск решения, или «открытие» нового знания.
Технология продуктивного чтения включает 3 этапа работы с текстом: 1) до чтения, 2) во время чтения и 3) после чтения. Работа с текстом до чтения предполагает предугадывание предстоящего чтения (определение смысловой, тематической и эмоциональной направленности текста, выделение героев и имени автора по ключевым словам и иллюстрациям) и постановку целей урока. Работа с текстом предполагает первичное чтение, беседу по содержанию прочитанного и последующее выразительное чтение. Работа с текстом после чтения включает в себя коллективное обсуждение прочитанного, знакомство с творчеством писателя, творческая работа с заглавием и иллюстрациями и творческие задания.
Технология оценивания образовательных достижений (учебных успехов) развивает контрольно-оценочную самостоятельность учащихся. Оценка ученика определяется по универсальной шкале трех уровней успешности: необходимого, программного и максимального. По этой технологии оценивается любое, особенно успешное, действие, а отметкой фиксируется только решение полноценной задачи. Учитель и ученик определяют оценку в диалоге. При этом ученик имеет право аргументированно оспорить выставленную ему оценку.